# Onciale 0270
- Papyrus
- Onciale
- Minuscules
- Lectionnaire

Le Codex 0270 (dans la numérotation Gregory-Aland), est un manuscrit du Nouveau Testament sur parchemin, écrit en écriture grecque onciale.

## Description
Le codex se compose d'une folio. Il est écrit en une colonne par page, de 26 lignes par colonne. Les dimensions du manuscrit sont 15,5 x 10,5 cm,. Les paléographes datent ce manuscrit du IVe ou Ve siècle.
C'est un manuscrit contenant le texte de la Première épître aux Corinthiens (15,10-15.19-25).
Le texte du codex représenté est de type alexandrin. Kurt Aland le classe en Catégorie II.
Lieu de conservation
Il est conservé à l'Université d'Amsterdam (GK 200) à Amsterdam,.